# Gare de Lyon (stacja metra)

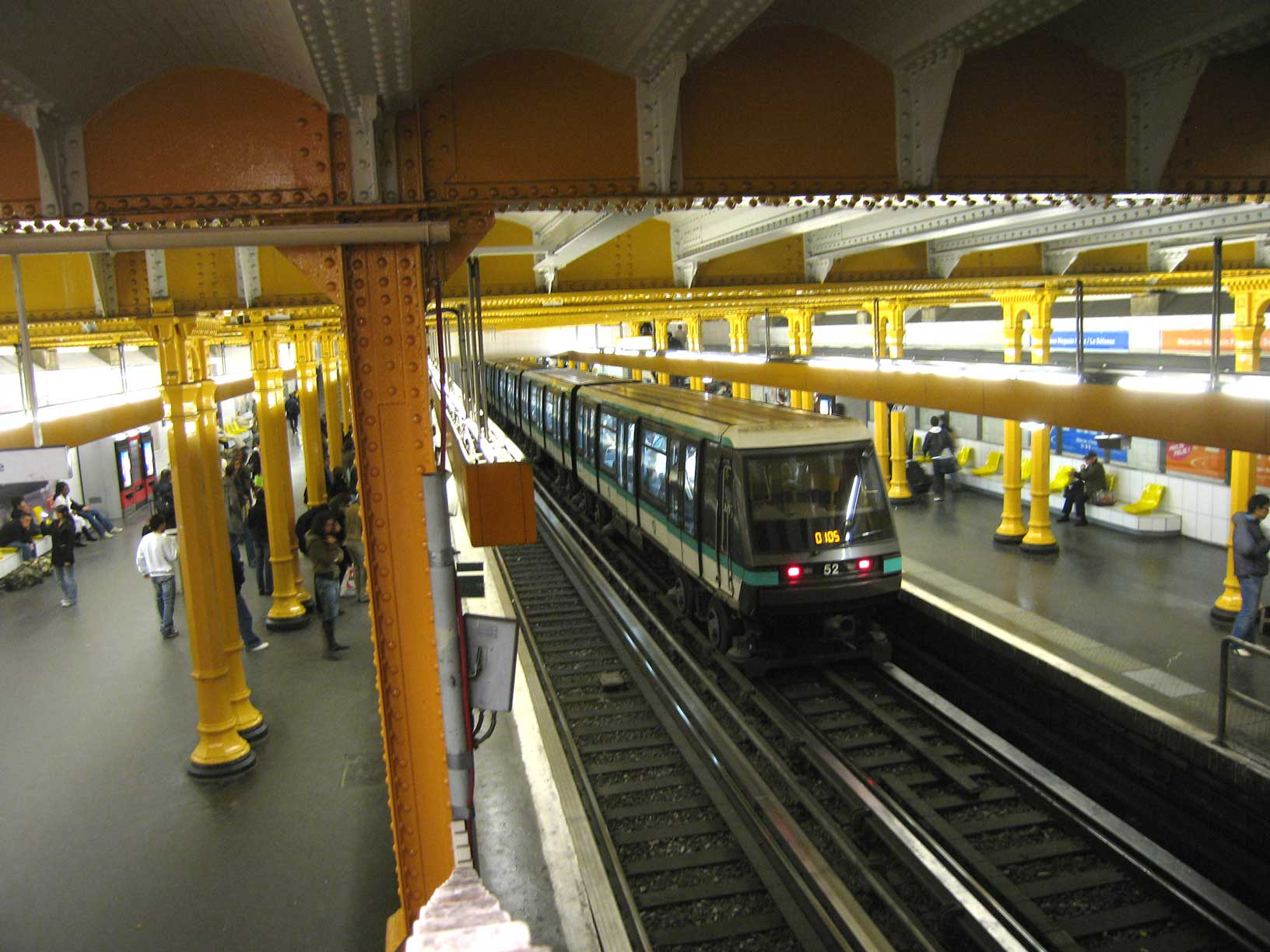
Pociąg na peronie linii 1

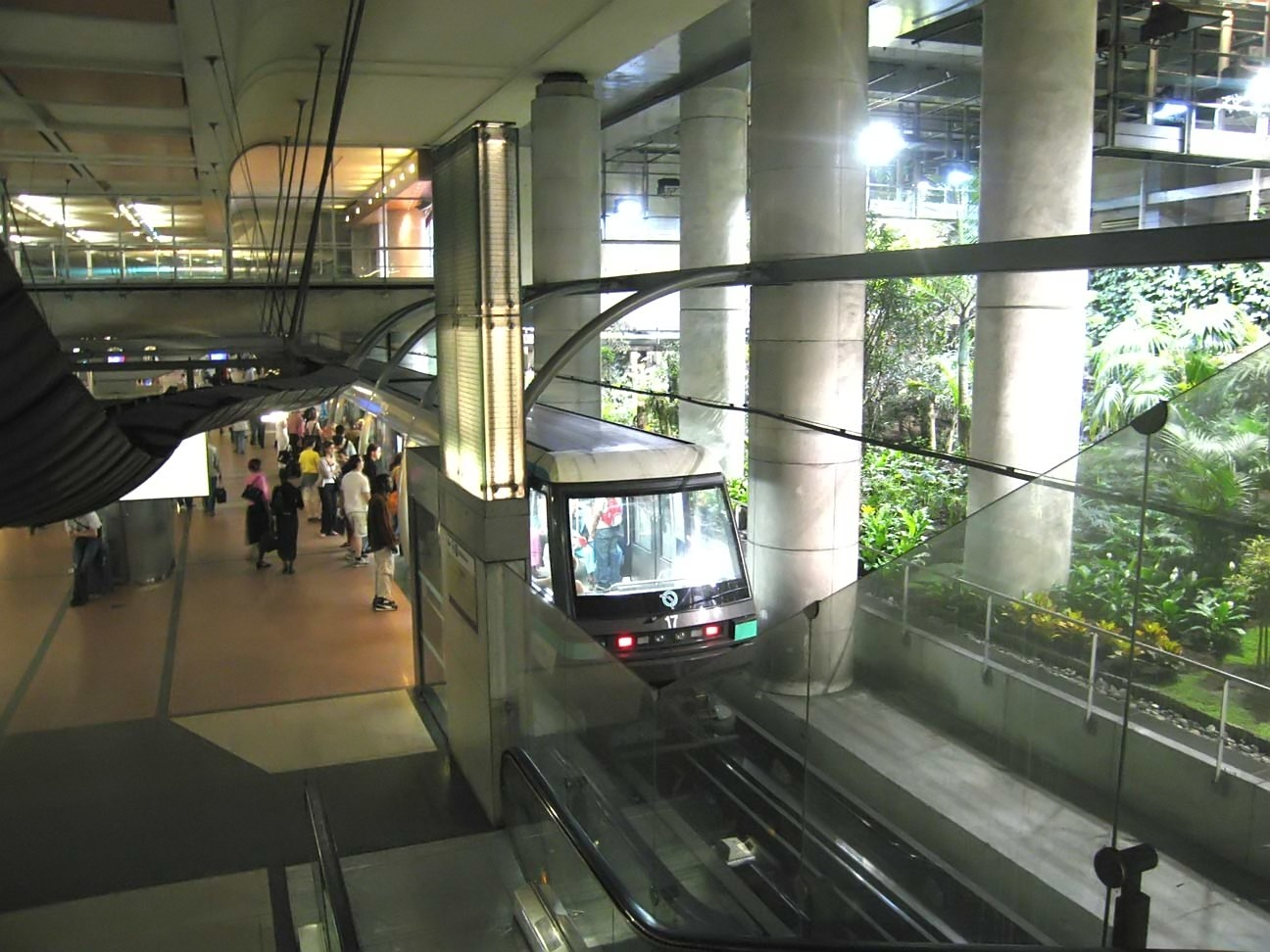
Stacja na linii 14

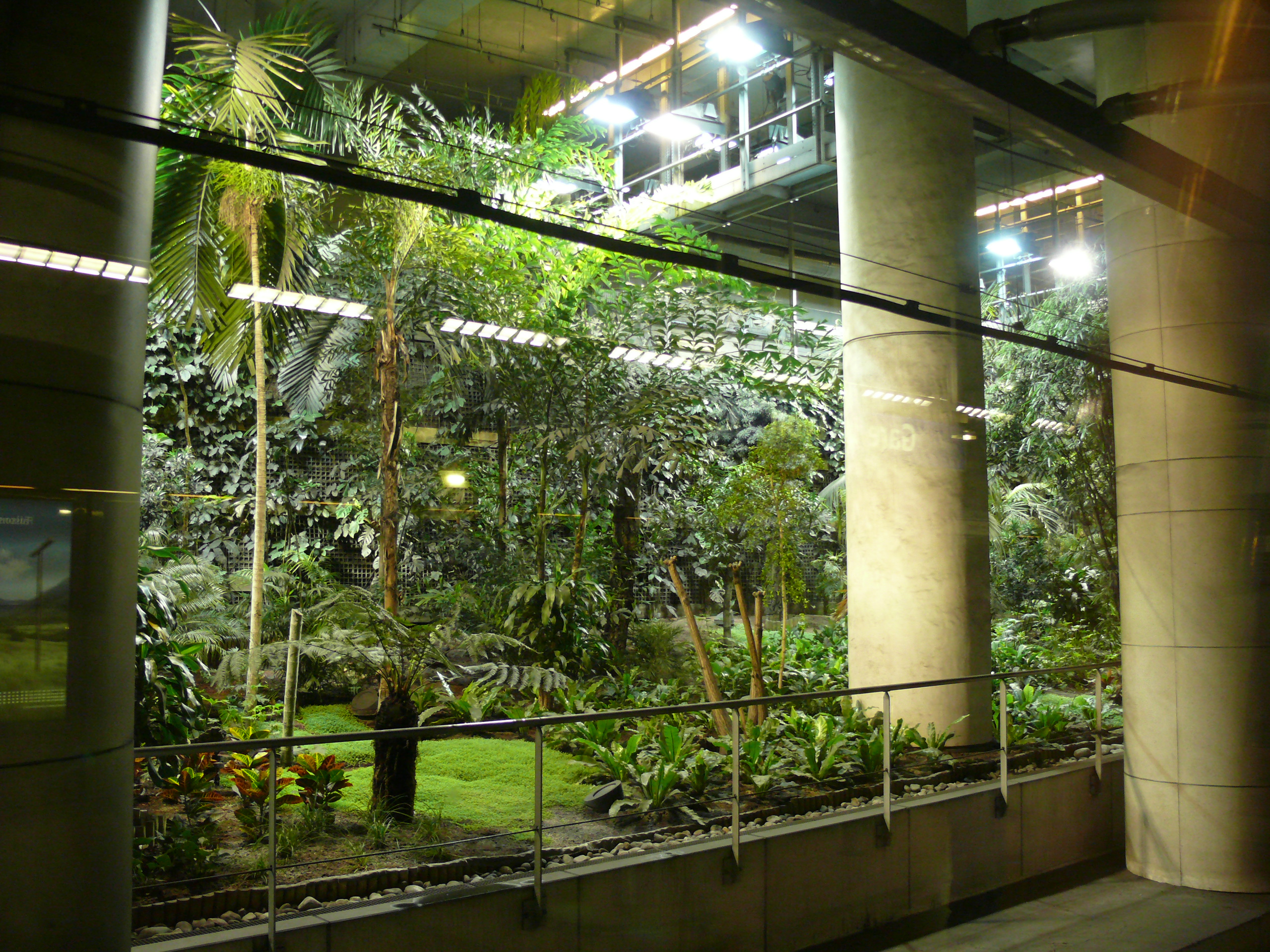
Egzotyczny ogród na linii 14

Gare de Lyon – stacja linii metra nr 1 w Paryżu. Stacja znajduje się w  12. dzielnicy Paryża. Została otwarta 19 lipca 1900 r. Jest połączona z linią nr 14. W pobliżu stacji znajduje się Dworzec Lyoński.
W 2009 była to 3. najpopularniejsza stacja w paryskim metrze, z 35,2 mln pasażerów rocznie.